# Cambiano (Castelfiorentino)
Cambiano è una frazione del comune di Castelfiorentino, nella città metropolitana di Firenze.
Deriva il suo nome dalla famiglia Cambi che, nel XV secolo, acquistò i resti di un antico castello medievale della zona ed in seguito vi costruì sopra un'imponente villa. Tale villa presenta un rilevante interesse per la storia dell'arte in quanto nella sua architettura si sono succeduti vari stili architettonici in particolare cinquecenteschi e settecenteschi.
Di rilevante interesse nella frazione è anche la chiesa di San Prospero, costruita nel XIII secolo, arricchita di varie opere d'arte durante il protettorato della famiglia Cambi ma attualmente trasferite in una pinacoteca del capoluogo.